# Andromedina galaksija
(Velika) Andromedina galaksija (znana tudi kot Messier 31, M31 ali NGC 224) je velika spiralna galaksija brez prečke v Krajevni skupini skupaj s krajevno Galaksijo. Nahaja se približno na oddaljenosti 2,36 milijonov svetlobnih let oziroma 725 tisoč parsekov v smeri ozvezdja Andromede.
V temni in jasni noči je vidna s prostim očesom. Z maso približno 1,5 naše Galaksije je največja galaksija v Krajevni skupini, ki jo sestavljata dva ducata majhnih galaksij skupaj s tremi velikimi: Andromedino, krajevno Galaksijo in M33.

## Splošne značilnosti
Podatki kažejo na to, da se bo Andromedina galaksija zaletela v našo Galaksijo in da se giblje proti njej s hitrostjo okoli 140 km/s. Galaksiji bosta trčili čez približno 3 milijarde let in se bosta verjetno združili v velikansko eliptično galaksijo.
Andromedino galaksijo je leta 964 opazoval arabski astronom Abdurahman Ali Sufi, ki jo je opisal kot »majhen oblak«. Prvi opis s pomočjo daljnogleda je dal leta 1612 Simon Marij, ki ga velikokrat nepravilno smatrajo za odkritelja Andromedine galaksije.
Galaksija je pomembna za študij galaksij, ker je najbližja velika galaksija. Leta 1943 je Walter Baade prvi razločil zvezde v osrednjem delu Andromedine galaksije. Edwin Powell Hubble je razpoznal zunajgalaktične kefeidne spremenljivke najprej na fotografijah te galaksije in potrdil, da ta »meglica«, kakor so jo imenovali prej, leži zunaj naše Galaksije.
Robin Barnard z Odprte univerze je v Andromedini galaksiji zaznal deset izvorov žarkov gama s pomočjo orbitalnega observatorija XMM-Newton Evropske vesoljske agencije. Opazovanja je objavil 5. aprila 2004. Izvori so po njem kandidati za črne luknje ali nevtronske zvezde, ki segrevajo plin na milijone stopinj K in zaradi tega sevajo žarke gama. Spekter nevtronskih zvezd je enak kot spekter domnevnih črnih lukenj, vendar jih je moč razločiti po njihovi masi.